# Peugeot Typ 61
Der Peugeot Typ 61 ist ein frühes Automodell des französischen Automobilherstellers Peugeot, von dem 1904 im Werk Lille 147 Exemplare produziert wurden.
Die Fahrzeuge besaßen einen Vierzylinder-Viertaktmotor, der vorne angeordnet war und über Kette die Hinterräder antrieb. Der Motor leistete aus 2155 cm³ Hubraum 12 PS.
Bei dem Modell 61 A mit einem Radstand von 230 cm betrug die Spurbreite 132 cm. Das Modell 61 B war etwas größer, bei einem Radstand von 258 cm betrug die Spurbreite 140 cm. Die Karosserieformen Tonneau und Coupé-Limousine boten Platz für vier bis fünf Personen.